# بيغ تايم رش
بيغ تايم رش (بالإنجليزية: Big Time Rush)‏

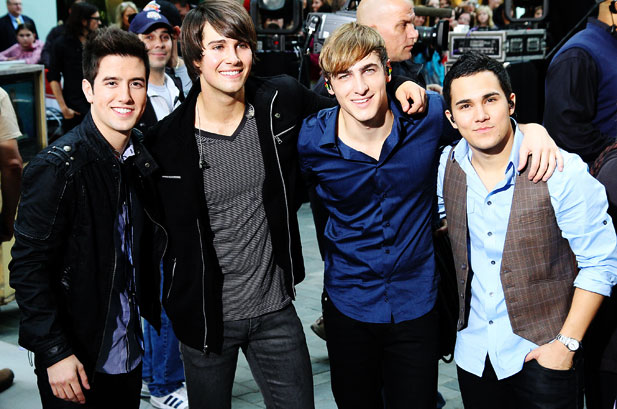
صورة الفريق

هي فرقة مكونة من أربعة اولاد وهم:جيمس ماسلو.كانديل شميدت.كارلوس فيغاو لوغان هانديرسون
اختارتهم شركة نيكو لوديين عام 2009 للبدأ بالتمثيل وكان برنامجهم على اسم الفرقة big time rush
ومع صدور أول جزء من برنامجهم الكوميدي المكون من اربع اجزاء عام 2010 أصدروا أول البوماتهم الغنائية
الّتي حازت على نجاح تجاري عالمي كبير وكان اسم الالبوم على اسم الفرقة ومن أشهر اغانيه أغنية: any kind of guy
التي دخلت بيلورت هوت 100
في عام 2011 اصدروا ثاني البوم لهم بعنوان elevate الذي حاز على المرتبة ال (12) في بيلبورت هوت 200
و من أشهر اغاني هذا الالبوم:Music Sounds Better.love me love me
في عام 2012 مثلوا في فلم big time movie الذي وصلت مبيعاته في اواخر شهر 8/2012 إلى ما يقارب ال 13.1 مليون مشاهد. وأصدروا ثالث ألبوماتهم في عام 2013 بعنوان 24/7. اشتهرت فرقة بيغ تايم رش بسرعتهم في جمع المعجبين والمعجبات ومن عام 2010 حازوا على أكثر من 35 جائزة عالمية كما رشحوا للعديد من الجوائز.

## روابط خارجية
- بيغ تايم رش على موقع IMDb (الإنجليزية)
- بيغ تايم رش على موقع ميوزك برينز (الإنجليزية)
- بيغ تايم رش على موقع أول ميوزيك (الإنجليزية)
- بيغ تايم رش على موقع ديسكوغز (الإنجليزية)
- الموقع الرسمي